# Illa de Sant Antoni
L'illa de Sant Antoni és un espai situat a l'extrem oriental del delta de l'Ebre, pertanyent al municipi de Deltebre, al Baix Ebre. Està formada per extensions de maresmes i dunes, que són un indret on troben refugi moltes espècies protegides per la seva reproducció. Aquesta zona de 170 ha, propera a l'illa de Buda és espai restringit protegit del Parc on només es pot accedir amb una autorització prèvia. L'illa de Sant Antoni limita per la dreta amb l'actual desembocadura de l'Ebre i pel SE es troba unida a l'illa de Buda per l'antiga gola Nord. Té una forma gairebé triangular i una superfície d'unes 140 hectàrees. És d'origen molt recent, ja que la seva major part s'ha format al llarg dels darrers seixanta anys.
Aquesta illa, formada per sorrals i dunes que amb el temps han estat colonitzats per tamarius, jonqueres i cirialeres, conserva completament el caràcter verge. Als sorrals s'hi troben espècies com la bufalaga marina (Thymelaea hirsuta), el jull de platja (Elymus farctus farctus), el panical marí (Eryngium maritimum), etc. A les parts més baixes predomina la vegetació halòfila. Les espècies més representatives són la cirialera vera (Arthrocnemum fruticosum), el jonc marí (Juncus maritimus), algun limònium (Limonium virgatum), la salsona (Inula chritmoides) i el tamariu (Tamarix canariensis). En canvi, a les zones adjacents a l'Ebre o regularment inundades pel riu hi prospera la vegetació helofítica de canyissar.
A l'espai s'hi localitzen doncs diferents hàbitats d'interès comunitari. L'extrem sud de l'espai, lo Riu Vell, presenta un hàbitat d'interès comunitari prioritari corresponent a llacunes litorals (codi 1150). A l'extrem o punta nord de l'illa es troben principalment plans costaners arenosos o llimosos, sovint recoberts de mantells microbians (codi 1140). La resta de l'illa alberga prats i jonqueres halòfils mediterranis (Juncetalia maritimi) (codi 1410), matollars halòfils mediterranis i termoatlàntics (Sarcocornetea fruticosae) (codi 1420), comunitats halòfiles dels sòls d'humitat molt fluctuant, considerades hàbitat d'interès comunitari prioritari (codi 1510) i comunitats de Salicornia i altres plantes anuals, colonitzadores de sòls argilosos o arenosos salins (codi 1310).
Referent a la fauna, cal fer esment de la presència del fartet (Aphanius iberus). Fent referència als ocells, l'illa de Sant Antoni és un punt de concentració prenupcial i postnupcial de gavines i xatracs, especialment el xatrac comú (Sterna hirundo) i el xatrac bec-llarg (S. sandvicensis). És important també per als larolimícoles en migració. A la gola Nord hi ha grans concentracions hivernals d'anàtids, especialment xarxets (Anas crecca), grisets (A. strepera) i ànecs xiuladors (A. penelope) No es detecta cap mena de factor que afecti negativament l'espai i és que es tracta d'un dels darrers espais verges del delta, amb sistemes naturals a penes o gens intervinguts o modificats, en part gràcies a presentar un accés restringit.
La totalitat de l'espai forma part del Parc Natural de Delta de l'Ebre. També s'inclou dins l'espai del PEIN "Delta de l'Ebre" i de la Xarxa Natura 2000 ES0000020 "Delta de l'Ebre". A més, hi ha una quarta figura de protecció, ja que es tracta d'una reserva natural de fauna salvatge.